# Аварійне радіо

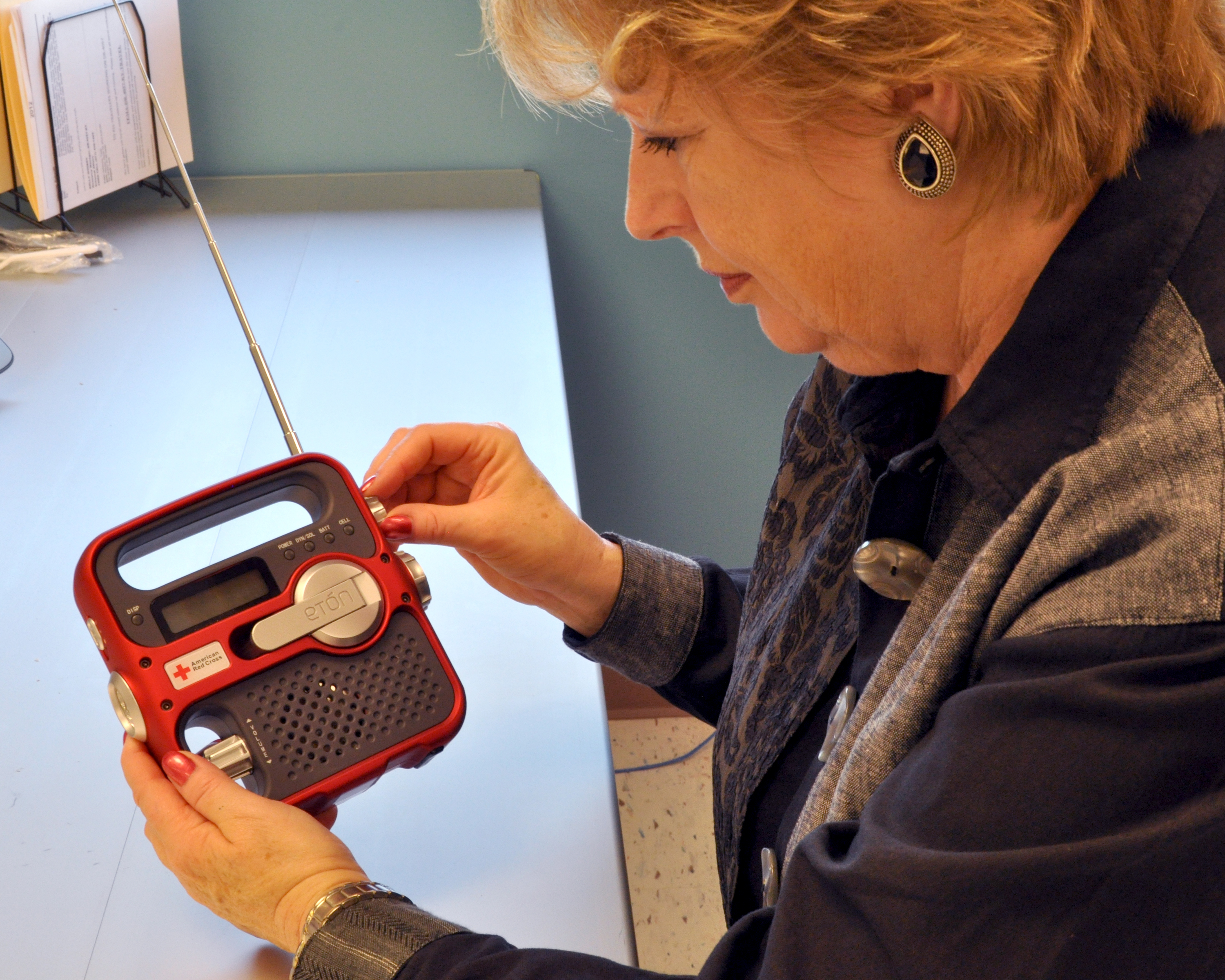
Аварійний радіоприймач Etón

Аварійне радіо (англ. Emergency radio, досл. «екстрене радіо») — радіоприймач на випадок надзвичайних ситуацій (техногенних аварій, природніх катастроф, стихійного лиха) за яких радіо залишається єдиним засобом доступу до інформації в екстрених умовах.

## Опис
Аварійні радіоприймачі призначені для прийому діапазонів AM (СХ, 500..1700 кГц) та FM мовлення (УКХ, 67..108 МГц), а також метеорологічних радіостанцій (у країнах, які надають таку послугу).
Підтримка станцій короткохвильового (КХ, 2..30 МГц) та дециметрового (ДМХ, 300..400МГц) діапазонів, для ситуацій коли місцеве радіо не працює або відсутнє, є менш поширеним і використовується державними службами у службових цілях та ліцензованими радіоаматорами.
 Примітка: Прийом сигналів станцій AM (СХ) діапазону може здійснюватися за сотні і тисячі кілометрів, але у міській забудові сигнал таких станцій може бути слабким, а у денний час може бути відсутнім взагалі — у темну пору доби і на відкритій місцевості прийом AM найкращий. Станції FM (УКХ) чути в радіусі 30..50 кілометрів від передавача (максимум 150 кілометрів на відкритій місцевості), і в умовах масштабних катастроф найближчі станції можуть також бути зруйновані або знеструмлені через блекаут. Прийом КХ-станцій також залежать від пори доби: вдень краще приймаються станції від 2 до 10 МГц, а в темну пору доби від 11 до 30 МГц. Побутові рації цивільного діапазону КХ (Сі-Бі-радіо, 26,970..27,275 МГц, з поділом на 40 каналів) використовуються охоронцями в магазинах, службами таксі, далекобійниками, аграріями та за відсутності мобільного зв'язку можуть бути використані для зв'язку з іншими людьми в регіоні катастрофи на невеликій відстані в радіусі від кількох метрів у міській забудові до 50 кілометрів на відкритій місцевості.
На відміну від звичайних побутових настільних приймачів, аварійні приймачі є переносними з автономним живленням яке забезпечує роботу пристрою досить тривалий час. Більшість сучасних портативних та кишенькових AM/FM-приймачів з вбудованим динаміком можуть також використовуватися як аварійні приймачі за умов тривалої роботи на заряді від одного набору батарейок.
Одним із елементів, що вирізняє деякі аварійні радіоприймачі від інших типів, є можливість транслювати сповіщення із систем екстреного оповіщення навіть коли звук радіо вимкнено. Це особливо корисно в районах, де можуть виникнути раптові шторми, торнадо, цунамі або інші швидкоплинні надзвичайні ситуації.

## Характеристики

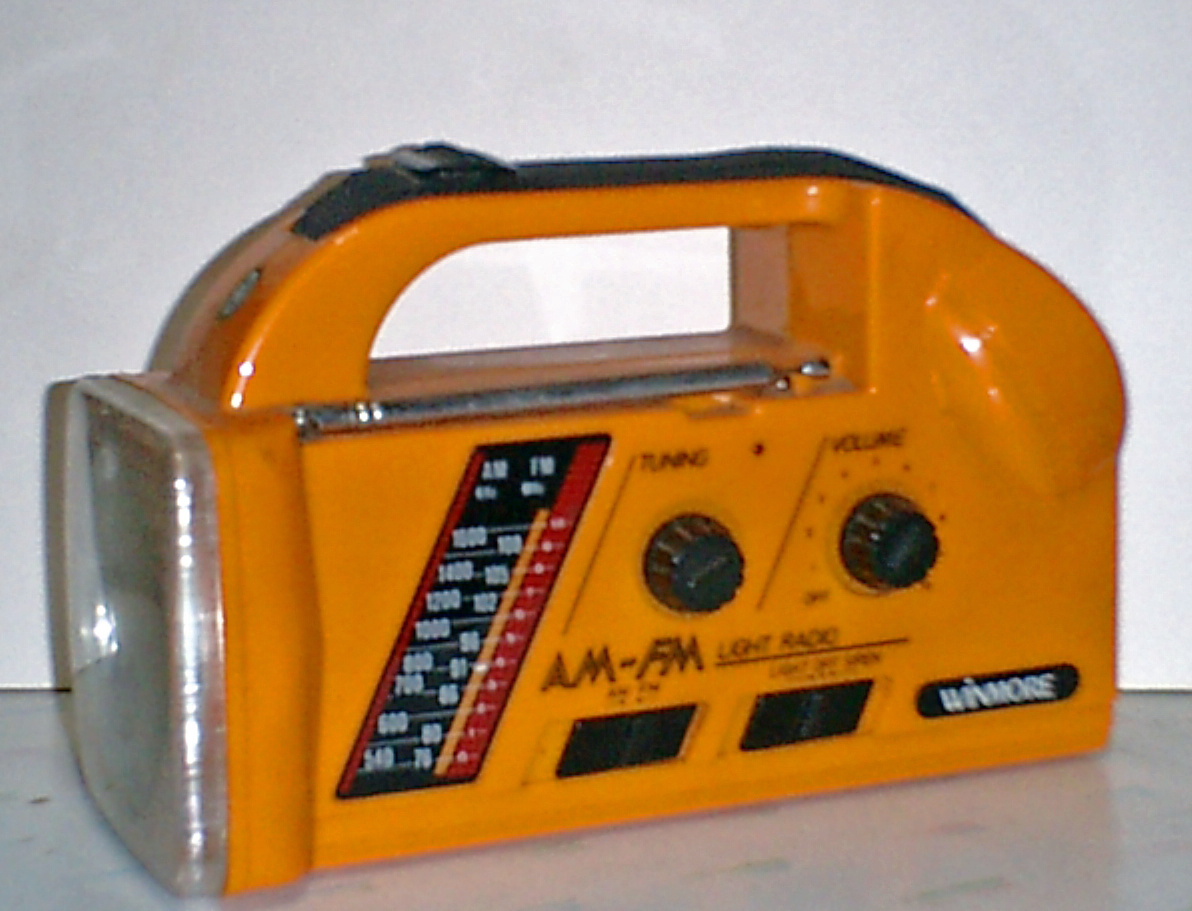
Аварійний радіоприймач Winmore

Аварійні радіоприймачі зазвичай яскравого кольору (жовтого, помаранчевого, червоного чи білого) та мають:

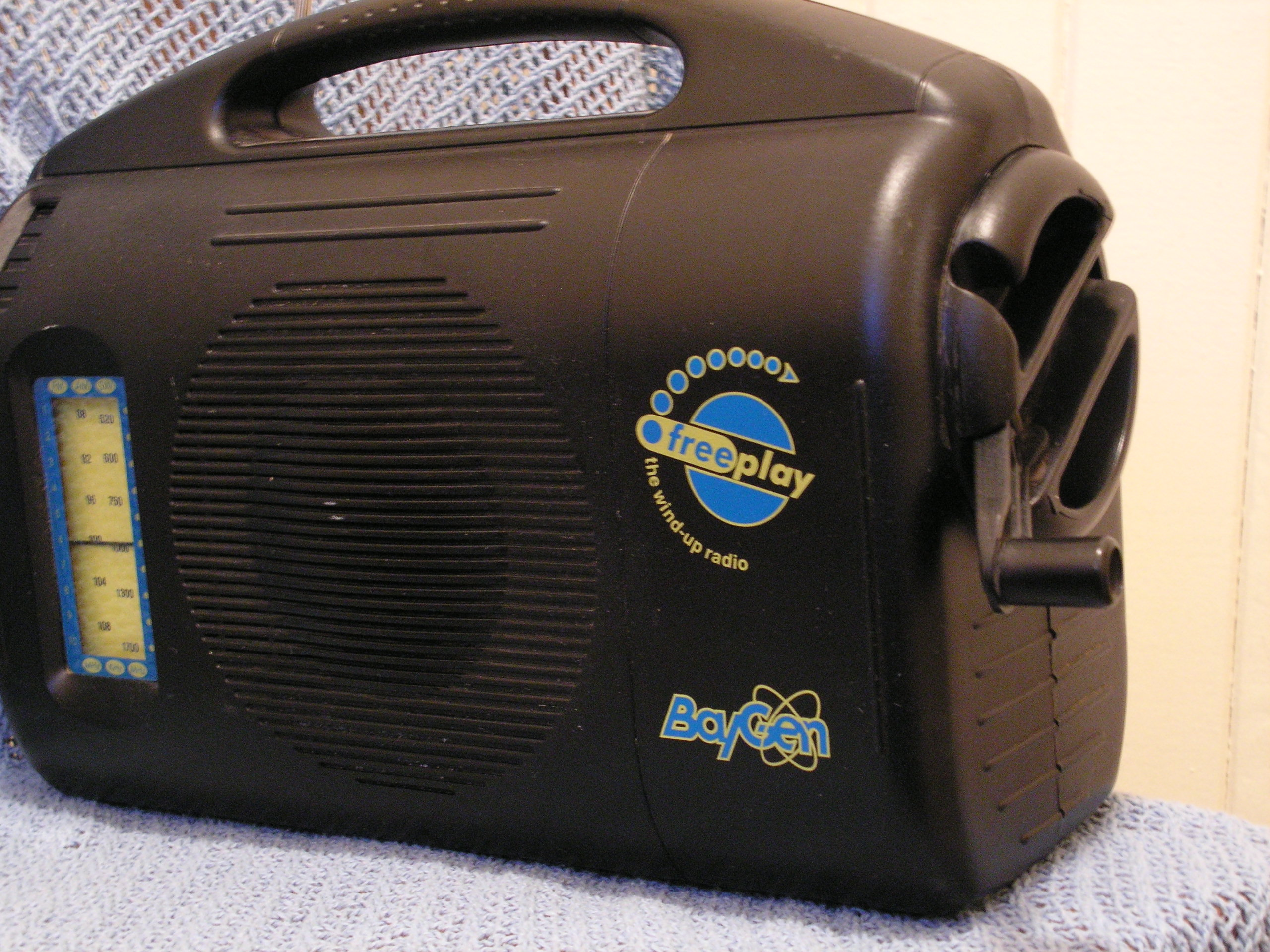
Заводний приймач BayGen Freeplay

- мінімальне енергоспоживання заряду батарей, щоб якомога довше підтримувати живлення у разі відключення електроенергії;
- вбудований динамік і антену (без необхідності приєднання проводових навушників);
- ручний електричний генератор (динамо-машина) та вбудованаі акумуляторні батареї для зберігання виробленої енергії (англ. Hand Crank Radio,  япон. 手回し充電ラジオ, іноді такі приймачі називають заводнѝм радіо[en] по аналогії з механічним годинником, англ. Clockwork Radio[12][13][14]) — за тривалого зберігання рекомендується щонайменше раз на рік підзаряджати вбудовані акумулятори;
- можливість живлення від широковживаних батарейок типорозміру D (R20), AA (R6) та AAA (R03) в разі відмови вбудованого акумулятора — за тривалого зберігання батарейки рекомендується витягнути з приймача і тримати поруч в сухій коробці;
- вбудований ліхтарик;
- захист від вологи та пилу (середній або високий ступінь захисту за класифікацією IP).

Більш сучасні та дорогі моделі можуть також мати:
- вбудовані сонячні панелі;
- вбудовану функцію звукової сирени/сигналізації (англ. Audio Beacon), а також у комплекті може бути свисток;
- виходи та входи з USB-роз'ємом (для підзаряджання мобільних пристроїв від акумулятора радіоприймача[15][16][17] або ж роботи радіоприймача від павербанків);
- радіомаяк та GPS-трекер для сповіщення про власне місцезнаходження.

## Виробники

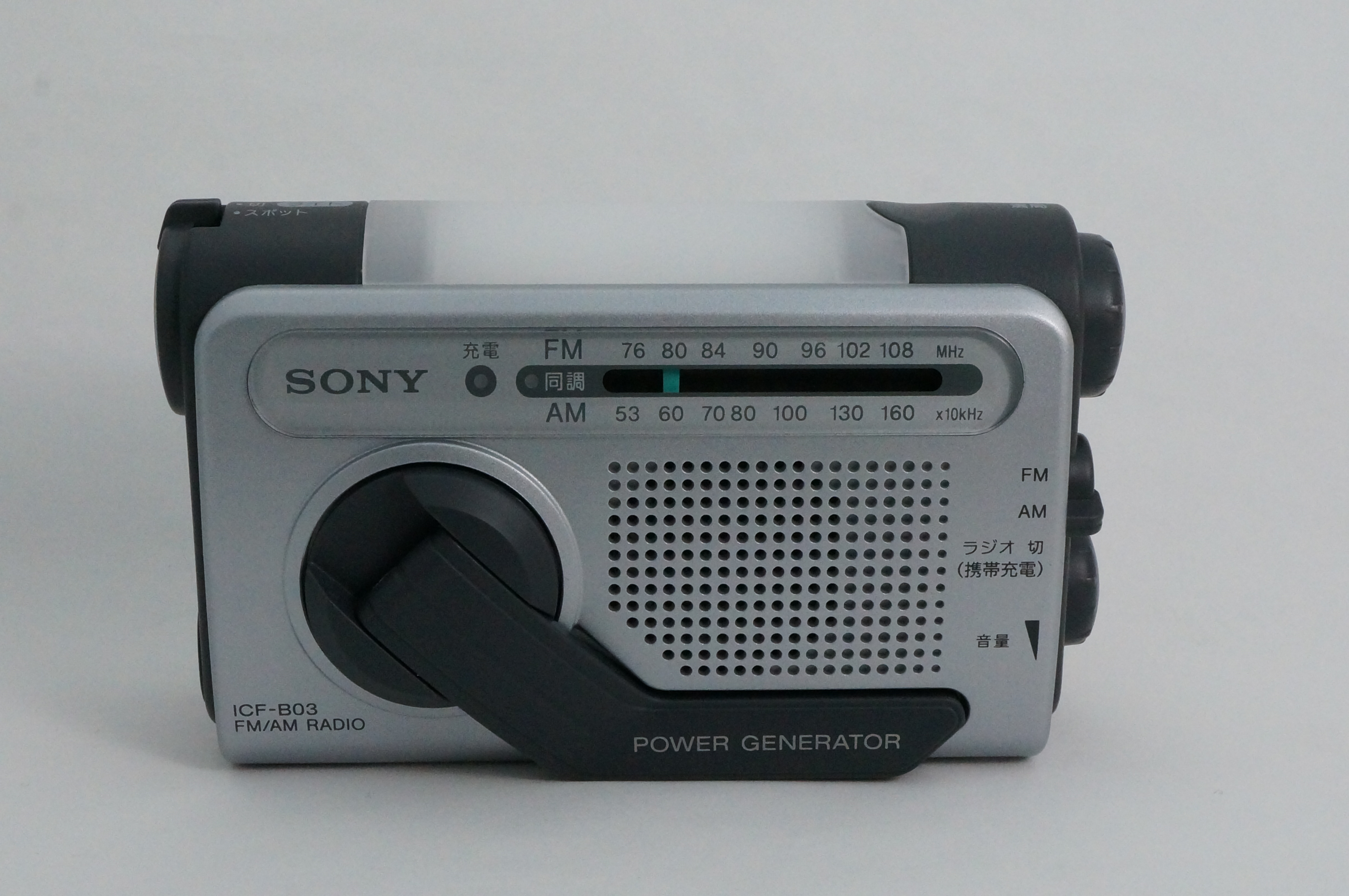
Аварійний радіоприймач Sony ICF-B03

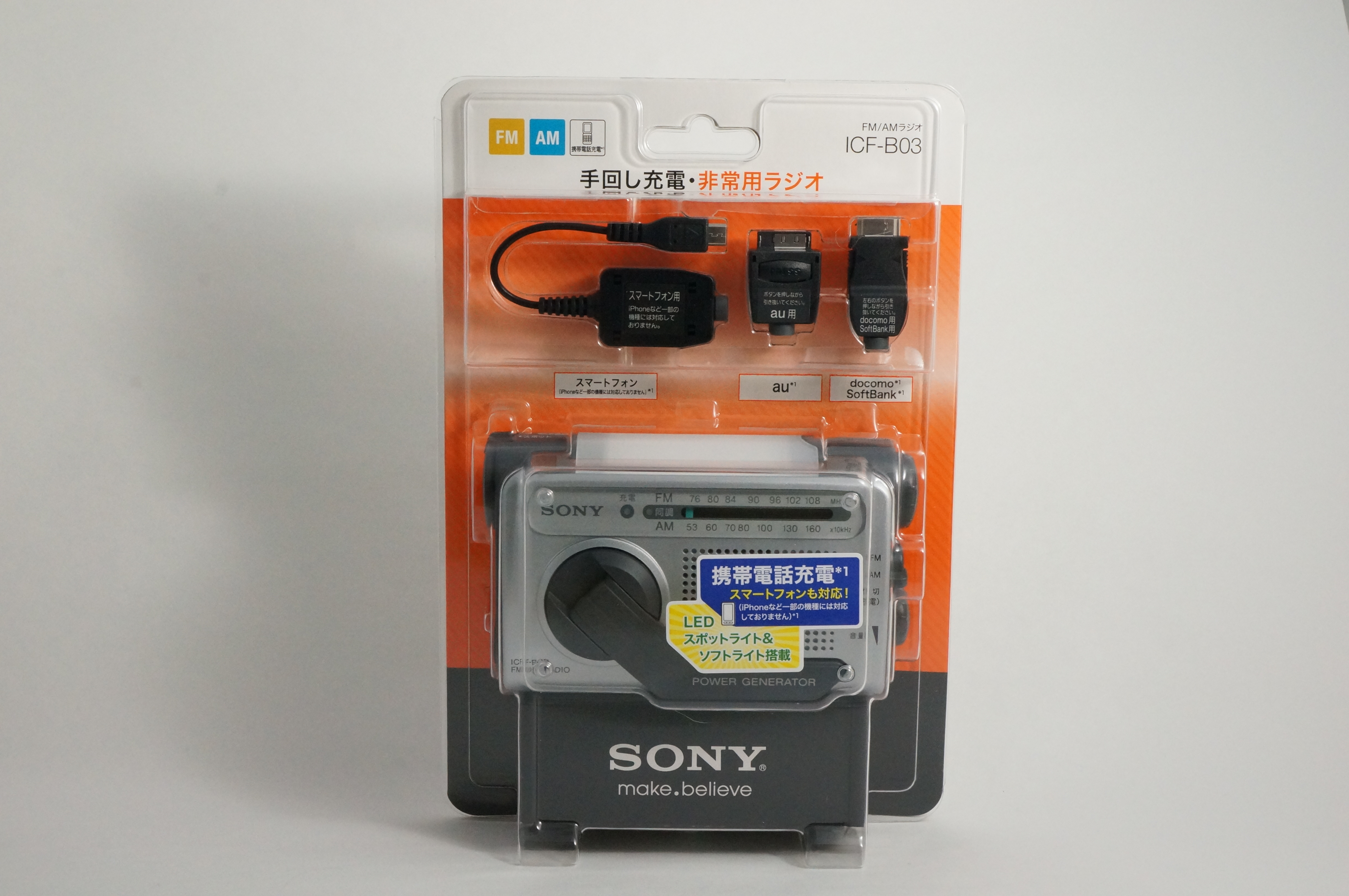
Sony ICF-B03 у пакуванні

Більшість виробників побутових радіоприймачів окрім звичайних моделей виготовляють і кілька моделей аварійних радіоприймачів. Серед найвідоміших виробників аварійних приймачів є такі компанії:
- Ambient Weather (США)
- Blaupunkt (Німеччина/Китай) — серія ER[19]
- Muse (Німеччина/Китай) — серія MH
- Midland Radio (США) — серія ER
- Orava (Словаччина/Китай) — DR-100[20][21]
- Panasonic (Японія/Китай)[22]
- Philips (Нідерланди/Китай) — AE1000, AE1120/00, AE1125/00[23], TAR1609/00
- RadioShack (США/Китай)[24]
- Sangean (Тайвань) — серія MMR, також виробляє під іншими брендами:
  - Etón Corporation (США)
  - C. Crane Company (США)
- Sony (Японія) — серія ICF-B*[25][26][27][28][29]
- Tecsun (Китай) — виробляє під власним брендом та іншими брендами:
  - Anabas (Японія)[30]
  - Degen (Китай)
  - Grundig (Німеччина)[31]

## Галерея

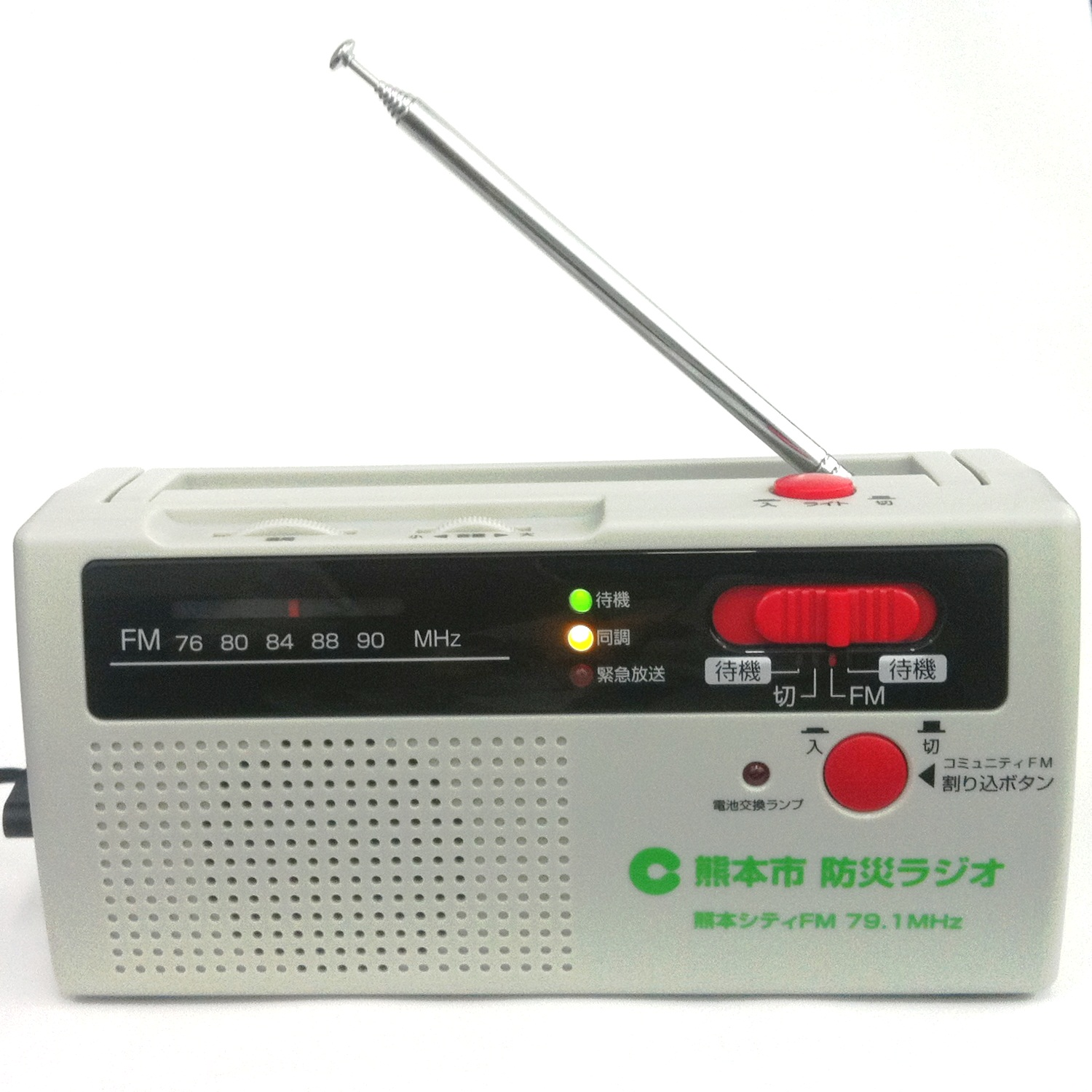
Аварійне FM-радіо мешканців Кумамото
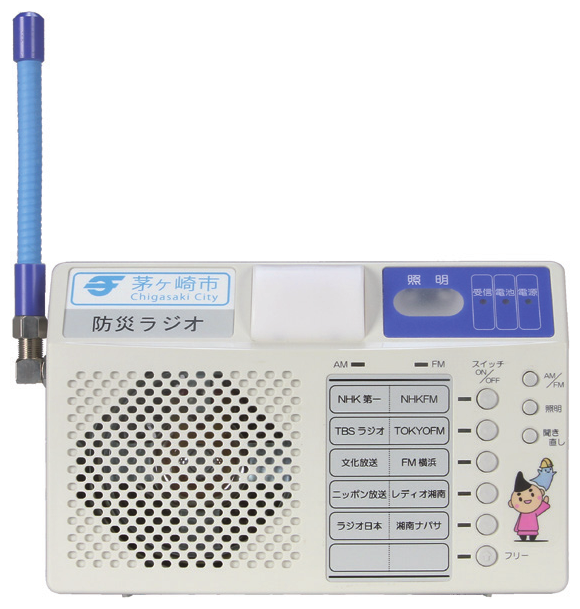
Аварійне радіо мешканців Тіґасакі (Канаґава)
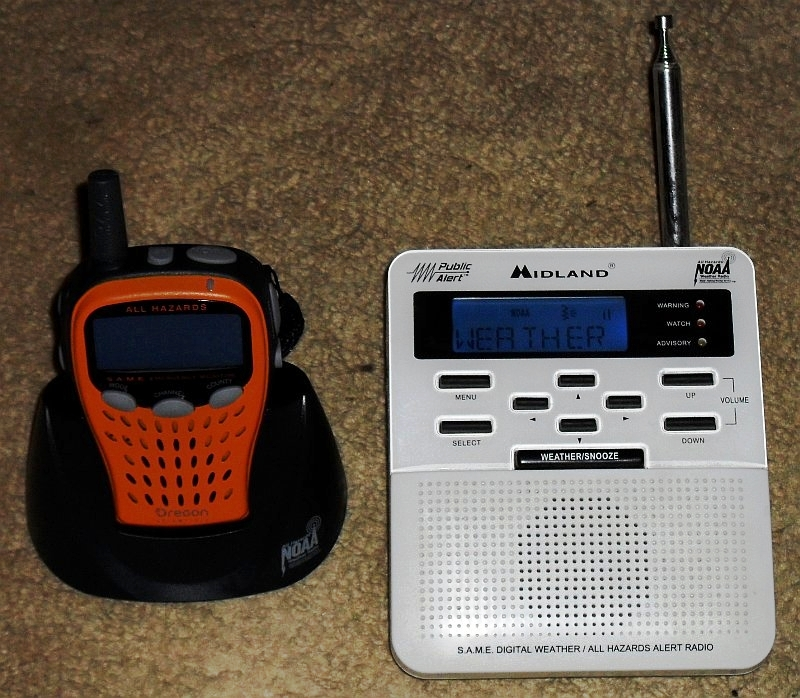
Погодне радіо Midland Radio
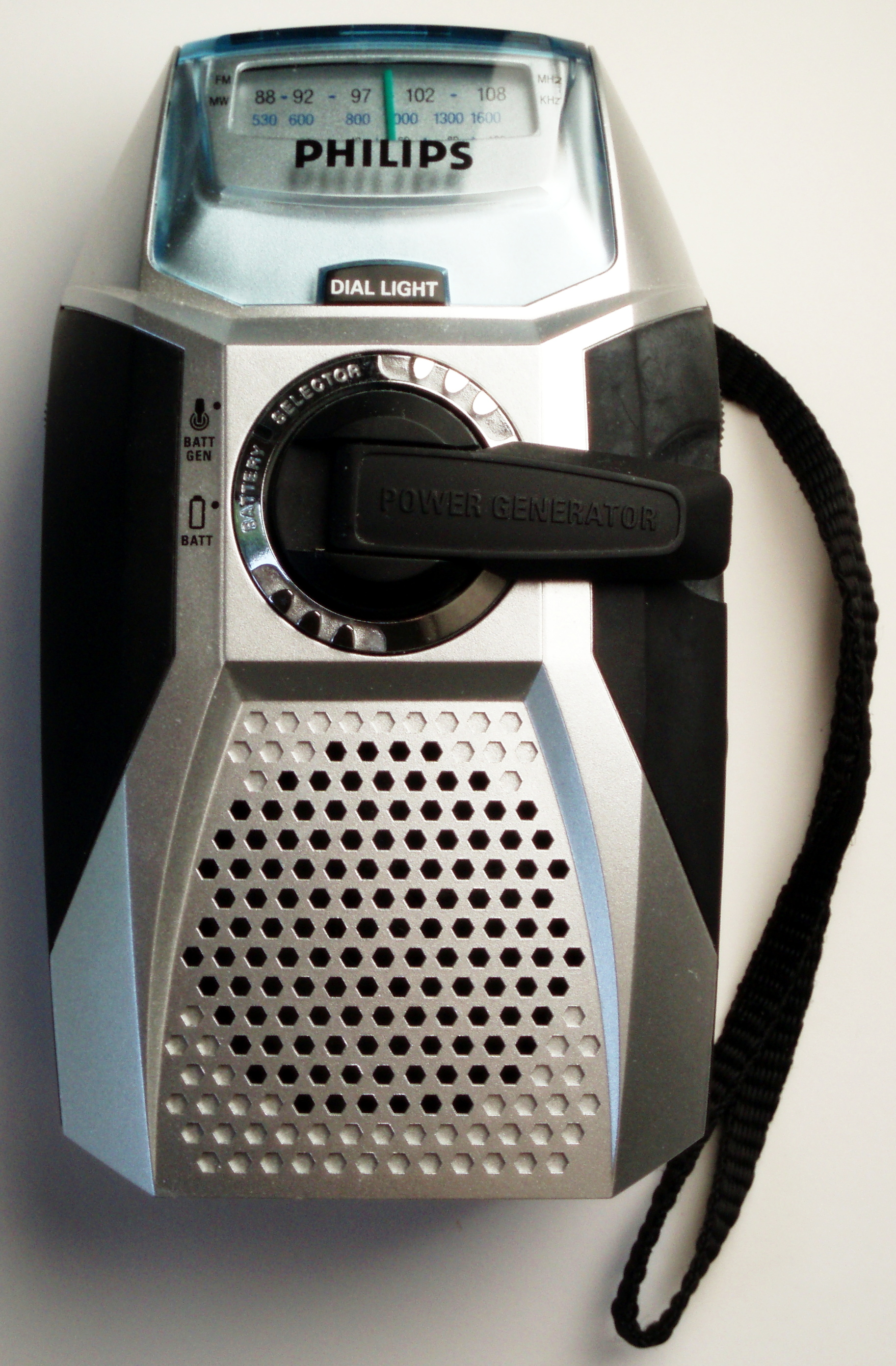
Philips AE1000
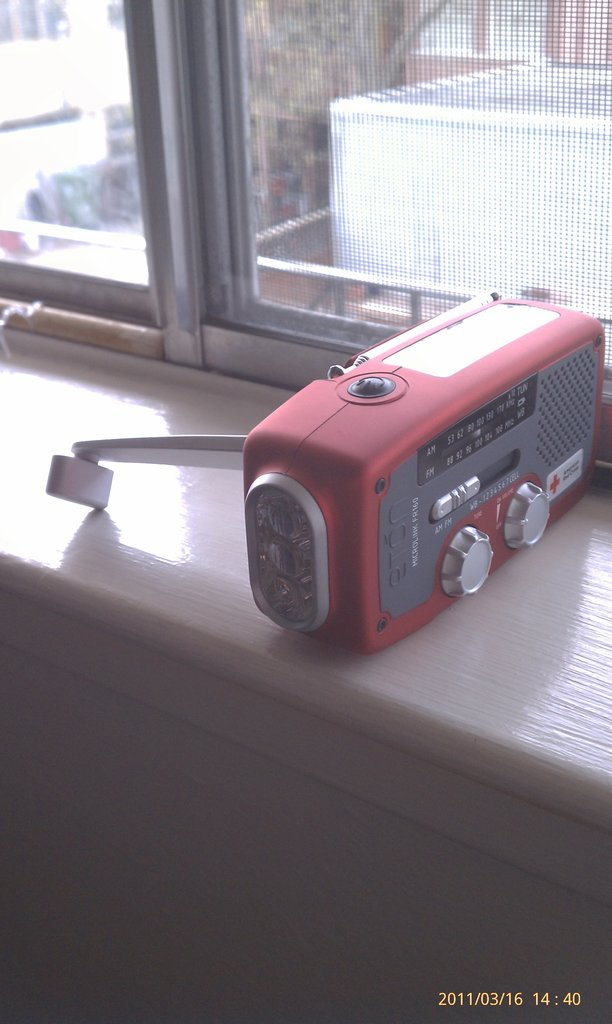
Etòn Mikrolink FR160

## Використання

### США
У США, аварійні радіоприймачі є популярними у регіонах які часто потерпають від торнадо та ураганів.
Завдяки наявності мовлення погодного радіо NOAA, будь-які приймачі з відповідним діапазоном ("Weather band", наприклад кишенькові Sony SRF-M37V та SRF-M37W) також є джерелом актуального прогнозу погоди та системою оповіщення про стихійні лиха.

### Японія
Через часті цунамі, служба аварійного сповіщення в Японії працює десятки років надаючи інформацію про загрози по радіо в AM і FM.
У 2018, після кількох масштабних природніх катастроф у Японії, які призвели до великої кількості жертв та масовому переміщенню мешканців, компанія Sony отримала дуже велику кількість заявок на аварійні радіоприймачі.
|                                                                      | Ми хотіли б висловити щирі співчуття всім вам, хто постраждав від останніх катастроф. Як було оголошено 19 вересня 2018 року, ми отримали величезну кількість замовлень для портативних FM/AM-радіоприймачів "ICF-B09" та "ICF-B99", але все ще не можемо забезпечити їх виробництво. Зважаючи на цю ситуацію, ми вирішили тимчасово призупинити замовлення з 18 жовтня 2018 року. |
| — Sony Marketing Inc., https://www.sony.jp/radio/info2/20181018.html | |

Мешканцям Кото (Токіо), зареєстрованим у місті станом на 1 березня 2020, безкоштовно надають аварійні радіоприймачі з позначкою частоти мовлення радіостанції аварійного оповіщення.

### Україна
ДСНС України опікується оповіщенням населення про надзвичайні ситуації через радіо і рекомендує тримати включеним радіоприймач.
| | Запам’ятайте! Сирена та уривисті гудки інших сигнальних засобів означають сигнал цивільного захисту – «Увага всім!». Після подачі звукових сигналів (сирени, гудки тощо) передається мовна інформація про надзвичайну ситуацію. Почувши такий сигнал, негайно увімкніть радіоприймач або телевізор і уважно прослухайте повідомлення центральних та місцевих органів влади з питань цивільного захисту. |
| — Головне Управління ДСНС України у Дніпропетровській області, https://dp.dsns.gov.ua/abetka-bezpeki/nebezpeki-socialnogo-harakteru/signal-uvaga-vsim | |

Після початку російського вторгнення 20 лютого 2014 на окупованих територіях України часто знищувалося або захоплювалося обладнання мобільних операторів, телеканалів та радіостанцій і ретрансляторів. Однією з ініціатив для мовлення у зоні бойових дій та на окуповані території стало створення польової радіостанції Армія FM.
З осені 2021, напередодні широкомасштабного вторгнення російськими військами, українцям надали поради щодо вмісту евакуаційних рюкзаків ("екстрена валіза", "тривожна валіза"), в складі яких мав бути аварійний  радіоприймач.
| | У рюкзак рекомендується покласти наступне: - засоби зв'язку та інформації (невеликий радіоприймач з можливістю прийому в УКХ і БМ діапазоні) та елементи живлення до радіоприймача (якщо потрібні); |
| — ДСНС України, "Екстрена валіза", https://dsns.gov.ua/abetka-bezpeki/diyi-naselennya-v-umovax-nadzvicainix-situacii-vojennogo-xarakteru | |

Після 24 лютого 2022, з початком широкомасштабного вторгнення російськими військами було знищено більшість стратегічних радіовеж, у тому числі вежі радіомовлення СХ діапазону, вежі мереж мобільних операторів та ретрансляторів телебачення, а також мереж електропостачання та електростанцій у зв'язку з чим було введено аварійні відключення електроенергії на всій території України. Аварійні радіоприймачі в українських містах і селах стали основним джерелом інформації на період вимушених блекаутів та порушення роботи телекомунікаційних мереж. У той же час у країнах Європи було відновлено мовлення на передавачах діапазону коротких та середніх хвиль, які ретранслювали мовлення Українського радіо на всю територію України включно з тимчасово окупованими територіями.
Через захоплення частот українських радіостанцій російськими радіостанціями, українським мовникам довелося змінити власні частоти мовлення.
Українські FM-радіостанції мовлять в радіусі до 50 кілометрів від передавача, і в залежності від району чи міста частоти відрізняються.
Частоти мовлення AM-станцій постійні у всіх регіонах України:
- 1278 кГц / 1,280 МГц (Українське радіо цілодобово в Україні)
  - 1386 кГц / 1,386 МГц (з 00:00 до 6:30 в Україні та у всій північній Європі і частині західної Європи — ретрансляція з Литви[63])
- 5910 кГц / 5,910 МГц (з 18:00 до 18:30, з 20:00 до 20:30, з 22:00 до 22:30 — випуск української редакції Всесвітньої служби Радіо Румунія[64][65])

21 липня 2025, в ефірі Українського радіо було озвучено вміст необхідних речей для "тривожної валізи":
|                                                                                          | Вкрай необхідні засоби зв’язку, радіоприймач та павербанки для телефонів. Ще можуть знадобитися мультитул, ніж, сірники, запальничка, компас, годинник. |
| — Олександр Хорунжий, пресофіцер ДСНС України, https://ukr.radio/news.html?newsID=108077 | |